# Luther (série de televisão britânica)
Luther é uma série de televisão de drama psicológico britânica escrita por Neil Cross e protagonizada por Idris Elba e Ruth Wilson. A primeira temporada do programa é composta por seis episódios que foram exibidos em maio e junho de 2010.

## Elenco
- Idris Elba como DCI John Luther
- Ruth Wilson como Alice Morgan
- Steven Mackintosh como DCI Ian Reed
- Indira Varma como Zoe Luther
- Paul McGann como Mark North
- Saskia Reeves como Mark North
- Warren Brown como DS Justin Ripley
- Dermot Crowley como DCI/DSU Martin Schenk
- Nikki Amuka-Bird como DS/DCI Erin Gray
- Aimee-Ffion Edwards como Jenny Jones
- Pam Ferris	como Baba
- David Dawson como Toby Kent
- Sienna Guillory como Mary Day
- David O'Hara como DSU George Stark
- Michael Smiley como DS Benny Silver
- Darren Boyd como DCI Theo Bloom
- Rose Leslie como DS Emma Lane
- Laura Haddock como Megan Cantor
- Patrick Malahide como George Cornelius
- Wunmi Mosaku como DS Catherine Halliday
- Enzo Cilenti como Jeremy Lake
- Hermione Norris como Vivien Lake
- Anthony Howell como Palmer

## Episódios
| Temporada | Temporada | Episódios | Episódios | Originalmente exibido  | Originalmente exibido  |
| Temporada | Temporada | Episódios | Episódios | Estreia da temporada   | Final da temporada     |
| --------- | --------- | --------- | --------- | ---------------------- | ---------------------- |
|           | 1         | 6         | 6         | 4 de maio de 2010      | 8 de junho de 2010     |
|           | 2         | 4         | 4         | 14 de junho de 2011    | 5 de julho de 2011     |
|           | 3         | 4         | 4         | 2 de julho de 2013     | 23 de julho de 2013    |
|           | 4         | 2         | 2         | 15 de dezembro de 2015 | 22 de dezembro de 2015 |
|           | 5         | 4         | 4         | 1 de janeiro de 2019   | 4 de janeiro de 2019   |

## Recepção
A primeira temporada da série recebeu críticas positivas, de acordo com o Rotten Tomatoes, onde detém 91% de aprovação, com base em 23 avaliações. O consenso do site diz: "Arrojado e ambíguo, Luther é um drama cativante reforçado por uma performance poderosa de Idris Elba no papel-título". No Metacritic a série possui uma pontuação média ponderada de 82 de 100, com base em 11 críticas, indicando "aclamação universal".

### Prêmios e indicações
Por seu papel como John Luther, Elba recebeu os prêmios Critics 'Choice, Golden Globe e SAG Award. A série também já recebeu onze indicações ao Primetime Emmy Award em várias categorias, incluindo quatro indicações de Elba para Melhor Ator em Minissérie ou Telefilme.